# David Caro
David Lucio Caro (Córdoba, 1900 - id., 1977) fue un médico y político argentino, intendente municipal de la ciudad de Córdoba entre 1932 y 1935.

## Biografía
Nació en Córdoba en 1900.
Obtuvo su título de médico en la Universidad Nacional de Córdoba, dedicándose luego al ejercicio de la radiología, siendo uno de los primeros en la ciudad en dedicarse a dicha especialidad. 
Fue profesor de física médica en la universidad, presidiendo posteriormente el Departamento de Radiología de la misma. Integró el Concejo de Radiología de la provincia de Córdoba. Viajó al 6° Congreso Internacional de Radiología en Estados Unidos encabezando la delegación argentina, donde fue investido socio honorario de la Radiological Society of North America (RSNA). 
En el ámbito político, en 1928 fue electo diputado provincial por el Partido Demócrata. Fue separado de su banca a raíz del golpe de Estado de septiembre de 1930. 
En 1931 fue candidato a intendente de la ciudad de Córdoba. Con la abstención de la Unión Cívica Radical, Caro obtuvo 17280 votos resultando electo, seguido por Deodoro Roca, candidato por el Partido Socialista, con 5061.
Asumió la intendencia el 22 de febrero de 1932. Renunció al cargo poco antes de finalizar su mandato, ante el triunfo de la oposición en los comicios para elegir a su sucesor en noviembre de 1935. Quedó a cargo del municipio el presidente del Concejo Deliberante, Alfredo C. Ortiz, hasta la designación del edil Pedro Marcattini para completar el período.
Falleció en la ciudad de Córdoba el 9 de agosto de 1977.